# Mac App Store
Der Mac App Store ist eine vom US-amerikanischen Unternehmen Apple betriebene Onlineplattform zum Vertrieb von Software für das hauseigene Betriebssystem macOS. Die angebotene Software stammt dabei zu einem großen Teil nicht von Apple selbst, sondern von Dritten, Unternehmen wie auch freien Softwareentwicklern.
Die Vertriebsplattform selber ähnelt dem bereits 2008 eröffneten App Store für das ebenfalls eigene Betriebssystem iOS.

## Geschichte
Angekündigt wurde der Mac App Store am 20. Oktober 2010 im Rahmen der Veranstaltung „Back to the Mac“. Seit dem 3. November 2010 konnten in der Apple Developer Connection (ADC) registrierte Softwareentwickler Software für die Vertriebsplattform einreichen. Die Version 1.0 wurde am 6. Januar 2011 gemeinsam mit Mac OS X 10.6.6 veröffentlicht. Am ersten Tag meldete Apple mehr als eine Million heruntergeladene Programme.
Das Betriebssystem Mac OS X Lion war nach dem Erscheinen im Juli 2011 zunächst nur über den Mac App Store erhältlich, erst einige Wochen später erschien es auf einem physischen Medium.
Am 12. Dezember 2011 gab Apple bekannt, dass mehr als 100 Millionen Apps aus dem Mac App Store heruntergeladen wurden. OS X Lion sowie Aktualisierungen bereits heruntergeladener Programme wurden dabei nicht mitgezählt.

### Neues Design des Mac App Store
Mit der Veröffentlichung von MacOS Mojave am 24. September 2018 brachte Apple einen überarbeiteten Mac App Store heraus.
Das Design wurde mehr dem von iOS angepasst und auch einige Funktionen wurden übernommen. So ist es Entwicklern nun möglich, Videos in die App-Beschreibung einzubetten und auf Rezensionen im Mac App Store zu antworten. Des Weiteren stellt ein Redaktionsteam von Apple neue Apps vor und gibt Tipps zu dessen Verwendung. 
Diese Änderungen brachte einige Entwickler dazu, wieder ihre Apps im Store anzubieten, da viele davor unzufrieden mit der Handhabung durch Apple waren.

## Entwicklung von Software für den Store
Apple bietet die Entwicklungsumgebung Xcode kostenlos an, zum Veröffentlichen eines Programms im Mac App Store ist jedoch eine kostenpflichtige Registrierung beim Mac Developer Program notwendig. Apple unterzieht jedes eingereichte Programm einer Überprüfung und entscheidet über die Freigabe.
Mittels iTunes Connect können Entwickler die Käufe und Downloadzahlen ihres Artikels im Überblick behalten.
Programme können kostenlos oder kostenpflichtig angeboten werden. Der Preis wird vom Entwickler bestimmt, dabei folgen die Preise einem von Apple vorgegebenen Stufenschema (price tiers). Vom erzielten Umsatz werden 30 % als Gebühren von Apple einbehalten.